# Kimbap
Kimbap (kor. 김밥, z kor. kim „wodorost”, bap „gotowany ryż”) – tradycyjna potrawa kuchni koreańskiej, przyrządzana z ryżu owiniętego w prasowane wodorosty. Zazwyczaj znajdują się w nim także: paluszki krabowe, smażony tuńczyk i awokado, czasem także kimchi.

## Przyrządzanie
Na położony na macie bambusowej kwadratowy kawałek wodorostu nakłada się ryż, a następnie pozostałe składniki. Po około minucie, gdy wodorost lekko rozmięknie, zawija się w walec po czym kroi na plastry o grubości ok. pół centymetra.

## Warianty
Kimbap przygotowywany jest w kilku wariantach:
- Samgak kimbap (삼각김밥) – trójkątny kimbap
- Chungmu kimbap (충무김밥) – cienki i podłużny kimbap składający się jedynie z ryżu i wodorostów stosowany raczej jako przystawka lub dodatek do większych dań
- Bar kimbap – „baton” jadany jako odpowiednik kanapki na lunch, nie pokrojony na plastry
- Kimchi kimbap – kimbap z Kimchi w środku